# Marianne Faes
Marianne Faes, geborene Marianne Gschwendner (* vor 1776; † nach 1779) war eine deutsche Sängerin.

## Leben
Sie ist zwischen 1776 und 1779 als Hofsängerin in Passau nachweisbar.